# Жур, Якуб
Я́куб Жур ((в.-луж. Jakub Žur, 14 апреля 1876 года, Небельчицы, Лужица, Германия — 27 февраля 1969 года, Конецы, Лужица, Германская Демократическая Республика) — католический священник, серболужицкий журналист и культурный деятель. Редактор журнала «Katolski Posoł» (1908—1910).

## Биография
Родился 14 апреля 1876 года в крестьянской семье в серболужицкой деревне Небельчицы. Окончил гимназию в чешском городе Хомутов. С 1892 года по 1895 год обучался в Лужицкой семинарии в Праге и Малостранской немецкой гимназии. Был одним из основателей серболужицкого студенческого братства «Сербовка». После окончания Малостранской гимназии и Лужицкой семинарии продолжил изучать теологию. Своё обучение закончил в Майнце. В 1895 году вступил в серболужицкую культурно-просветительскую организацию «Матица сербская». С 1903 года по 1908 год был викарием в католическом приходе в городе Хросчицы и деревне Ральбицы. 
С 1908 года по 1910 год служил в храме Пресвятой Девы Марии в Будишине. Будучи в Будишине, был главным редактором серболужицкого журнала «Katolski Posoł». В 1910 году был назначен настоятелем в одном из католических приходах Каменца. С 1922 года служил настоятелем до выхода на пенсию в деревне Ральбицы. С 1940 года по 1945 год был отстранён нацистским властями от должности настоятеля.
После войны продолжил служить настоятелем в деревне Ральбицы. В 1962 году вышел на пенсию. Проживал в деревне Конецы, где скончался в 1969 году.